# Haapsalu
Haapsalu (do 1917 używano niemieckiej i szwedzkiej nazwy Hapsal) – miasto w zachodniej Estonii, nad Zatoką Haapsalu (Morze Bałtyckie). Liczy ok. 12 tys. mieszkańców. Port morski. Znane uzdrowisko klimatyczne i balneologiczne. Jest stolicą prowincji Lääne. W mieście funkcjonuje port lotniczy Haapsalu.

## Historia

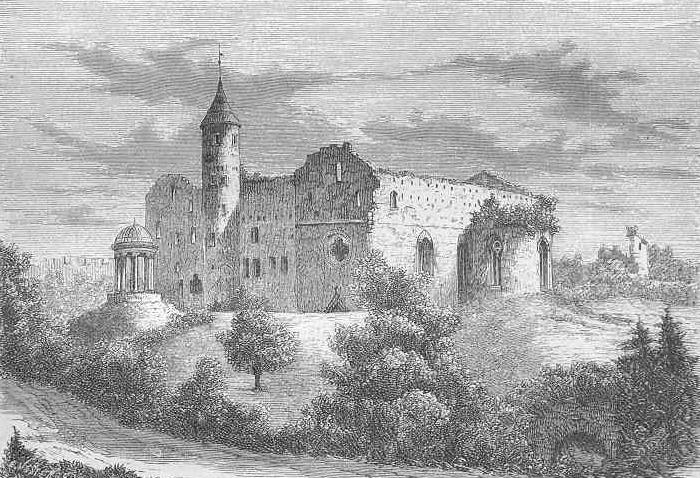
Rycina z 1889 roku przedstawiająca zamek w Haapsalu

Miasto po raz pierwszy wzmiankowane w 1279 roku, kiedy to stało się na nieomal na 300 lat siedzibą biskupstwa Saare-Lääne. Budynki z tego wczesnego okresu stoją do dziś. Od początku XIX wieku Haapsalu cieszy się sławą uzdrowiska. Miasto słynie z koronkowych Haapsalu sall (szali z Haapsalu).

## Zabytki
- zamek w Haapsalu – założony w XIII wieku z gotyckim kościołem katedralnym powstałym w XIII wieku (restaurowanym w XIX/XX wieku),
- drewniany dworzec kolejowy z 1905 roku z zadaszonym peronem, uważanym za najdłuższy w Europie,
- dwór Ungru we wsi Kiltsi
- cerkiew św. Marii Magdaleny oraz cerkiew św. Aleksandra Newskiego z XIX w.[2]

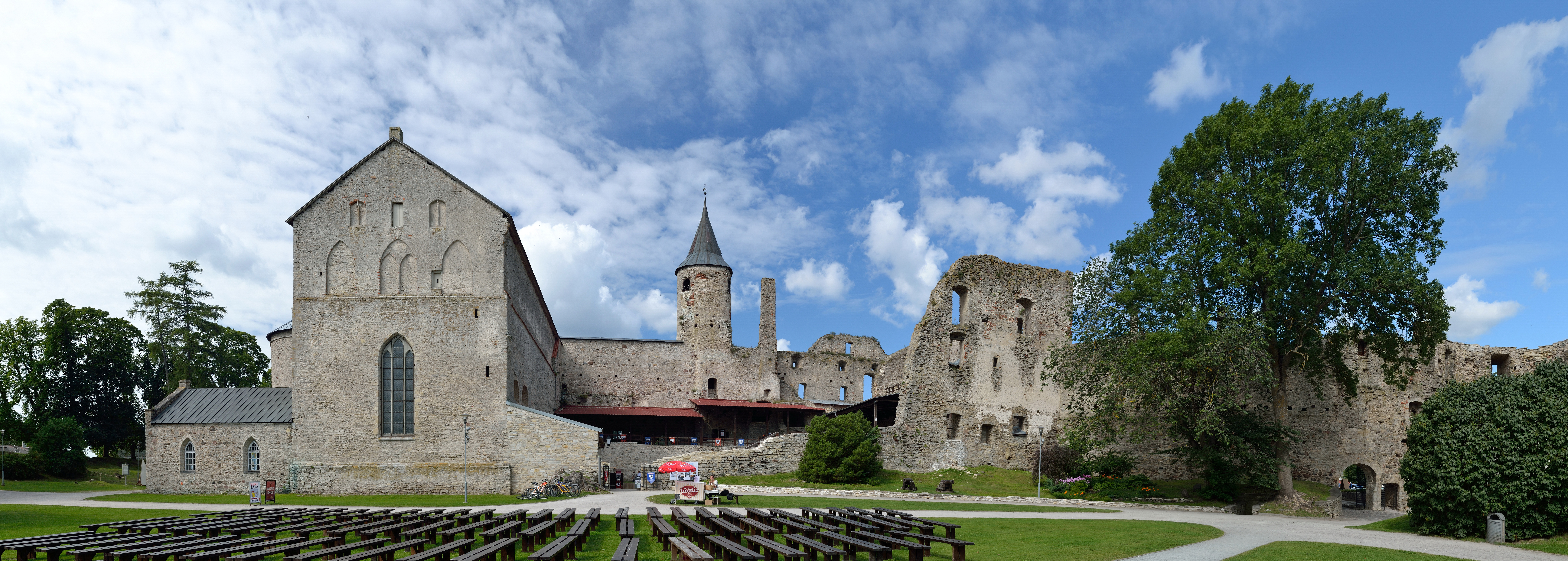
Haapsalu, widok ogólny zamku
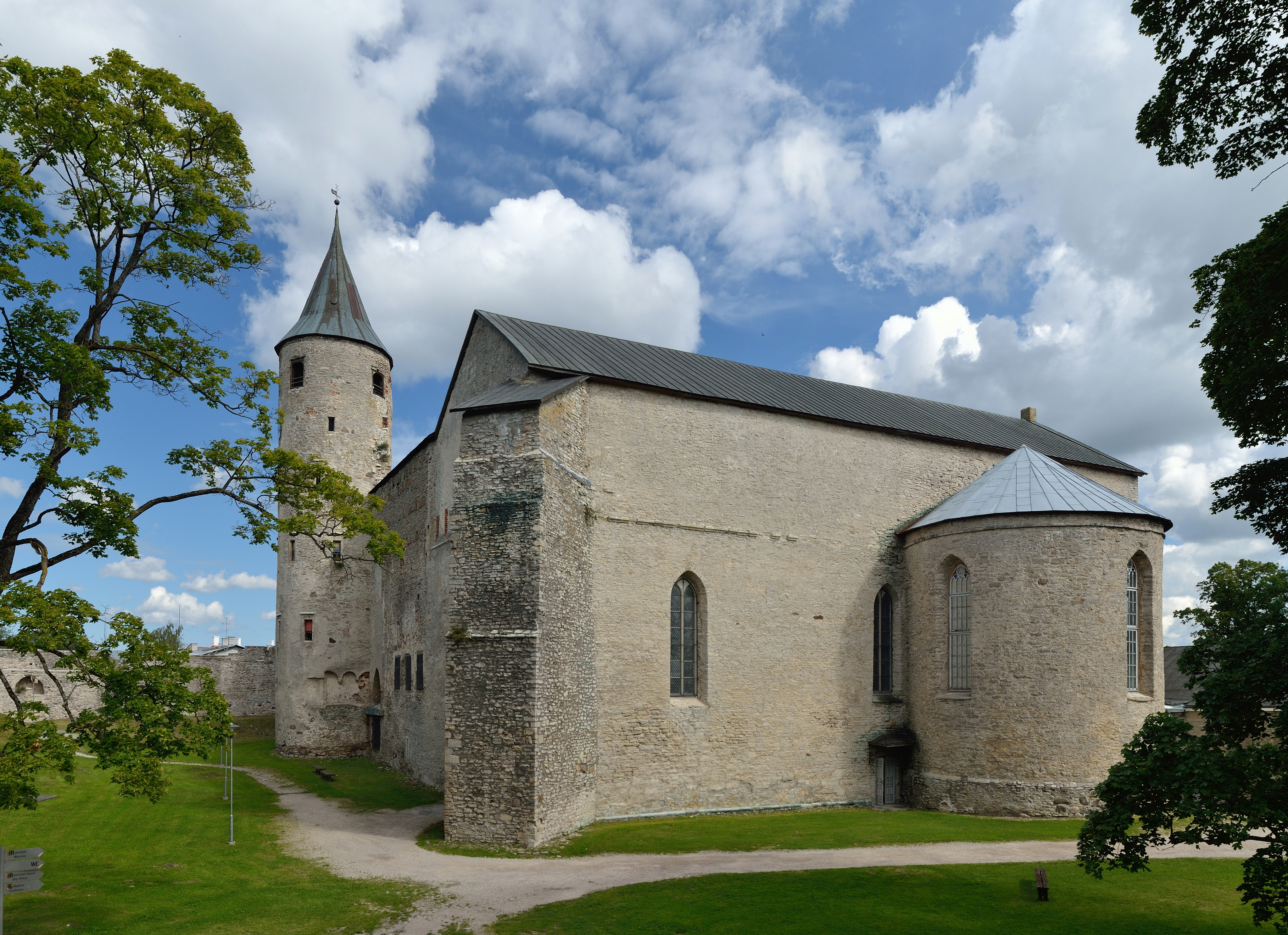
Haapsalu, kościół zamkowy
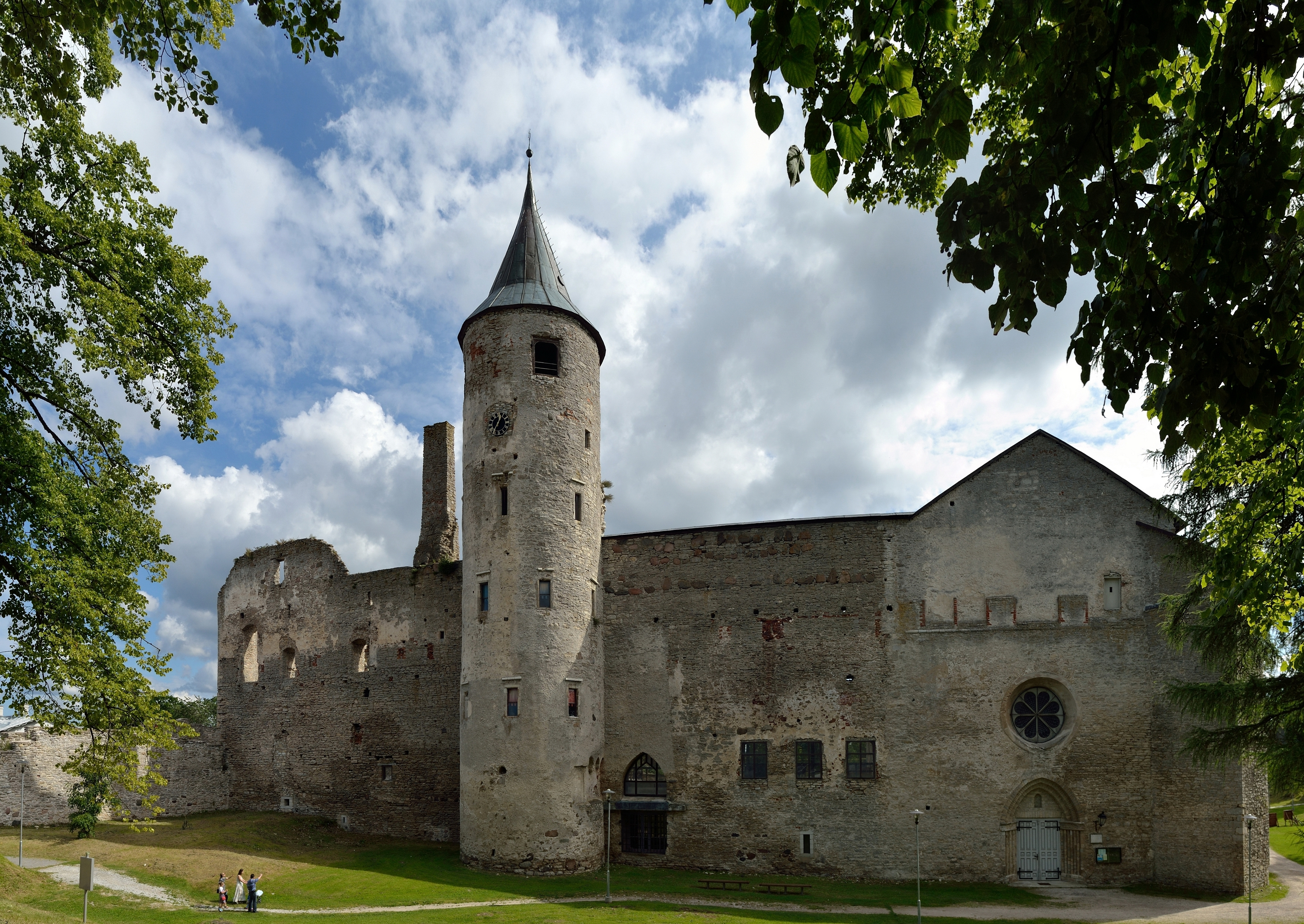
Haapsalu, zamek
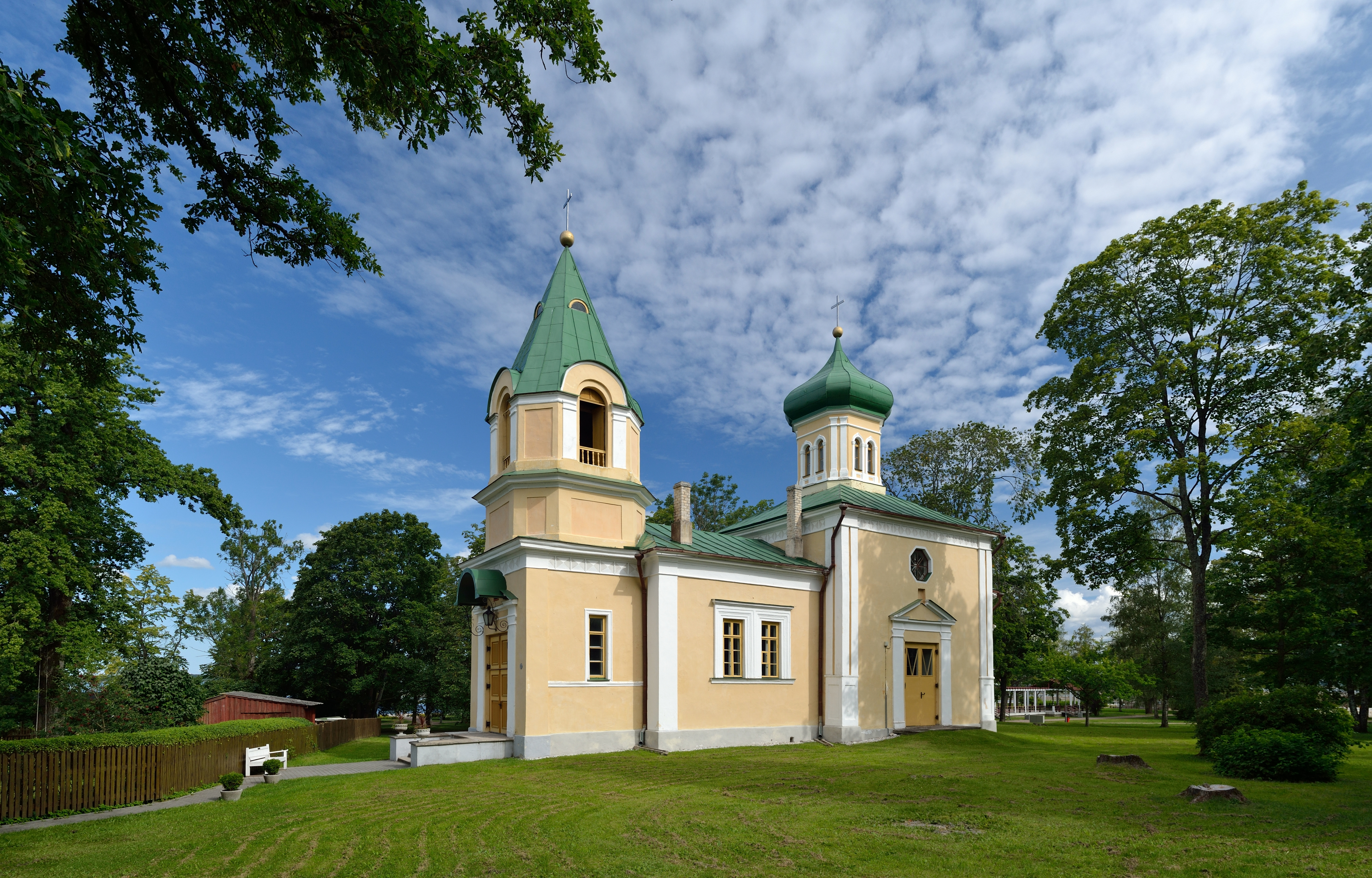
Cerkiew św. Marii Magdaleny w Haapsalu
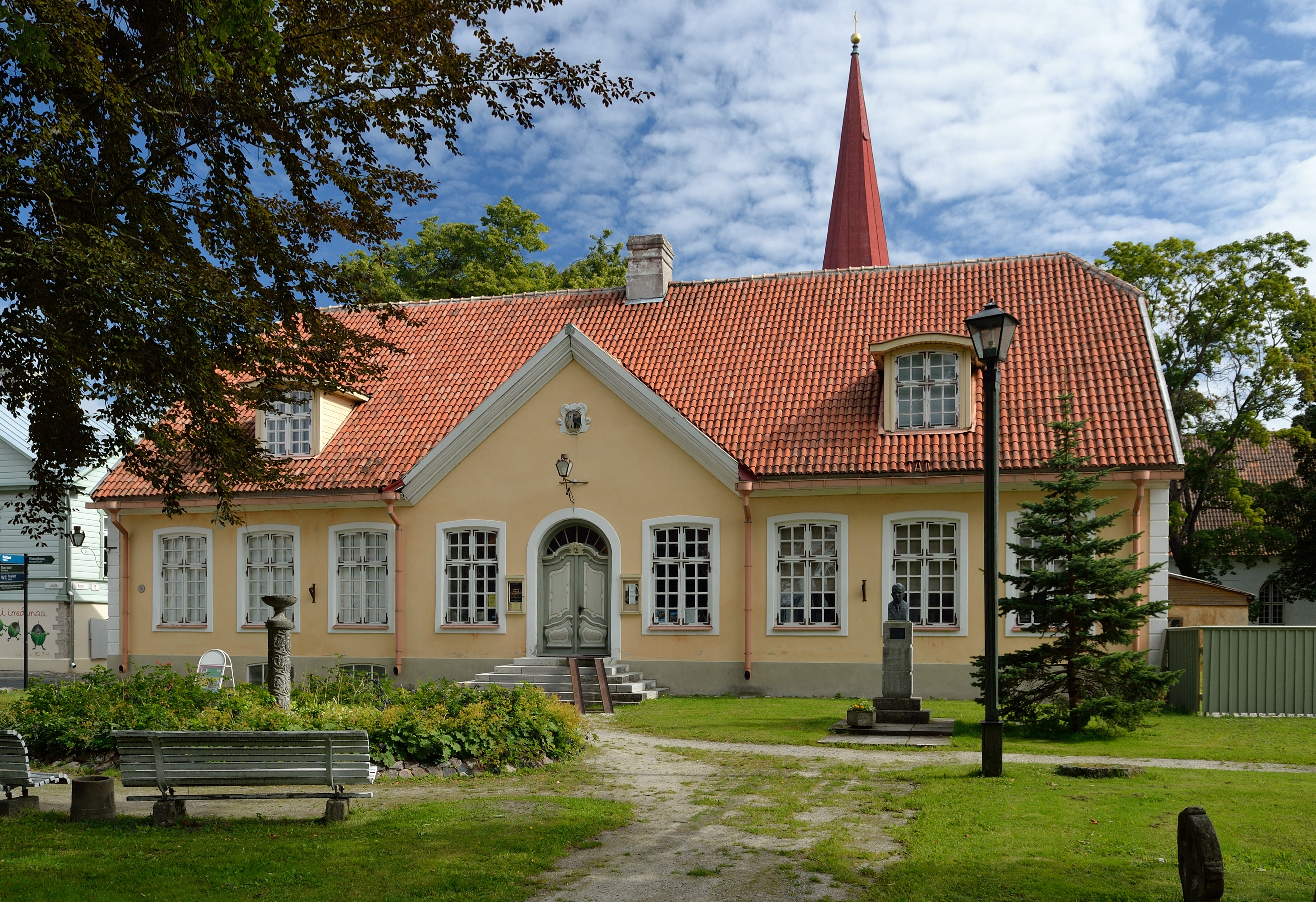
Haapsalu, ratusz
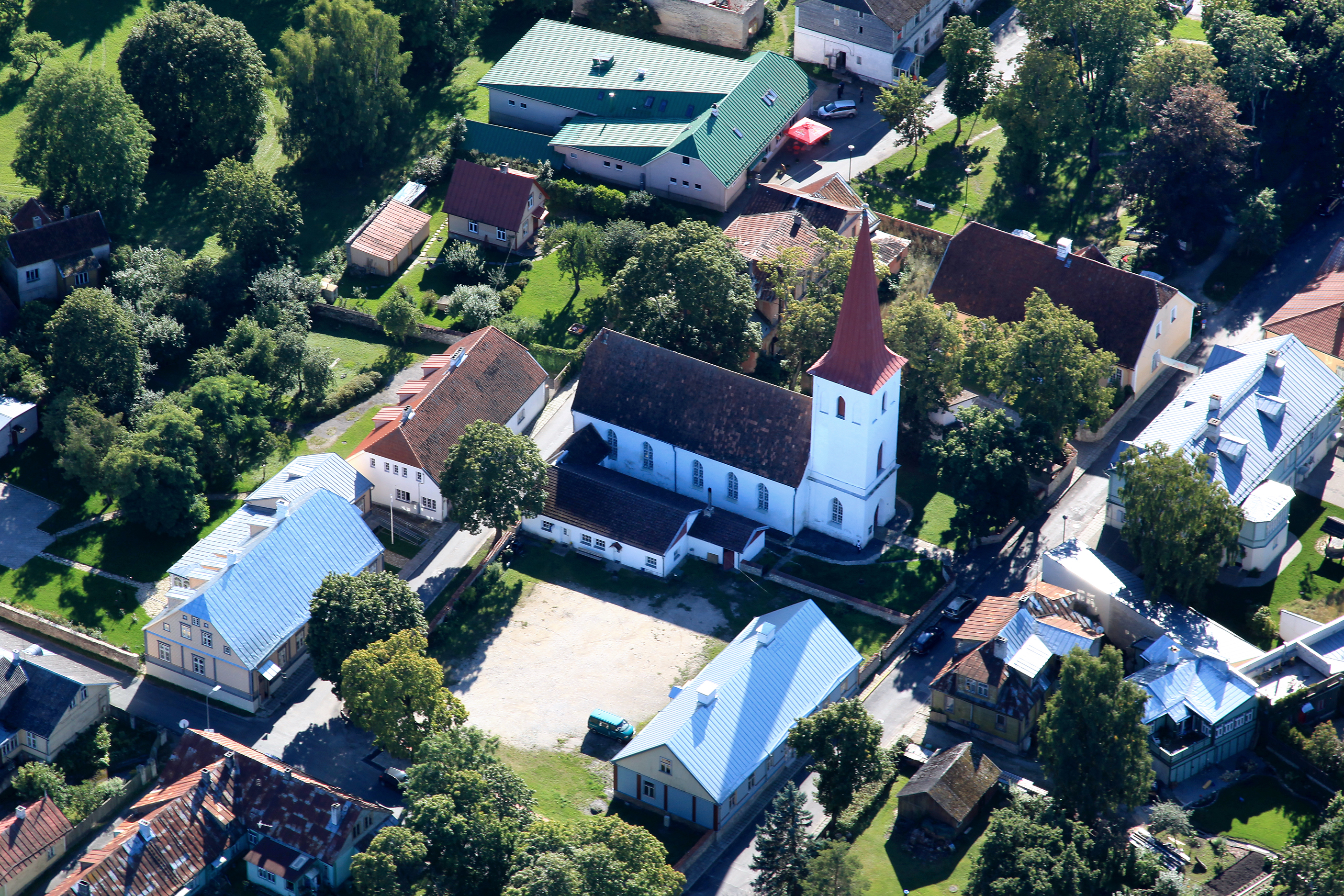
Kościół św. Jana (Jaani kirik) z lotu ptaka
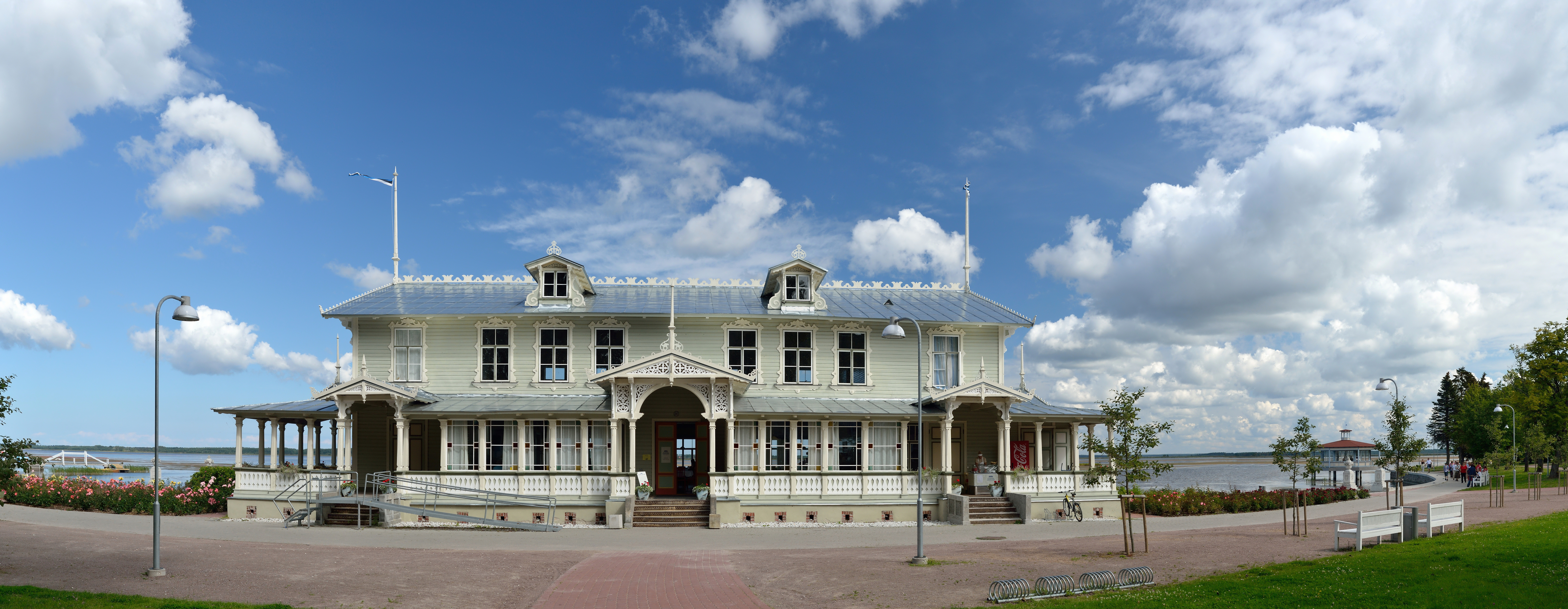
Haapsalu, pawilon zdrojowy
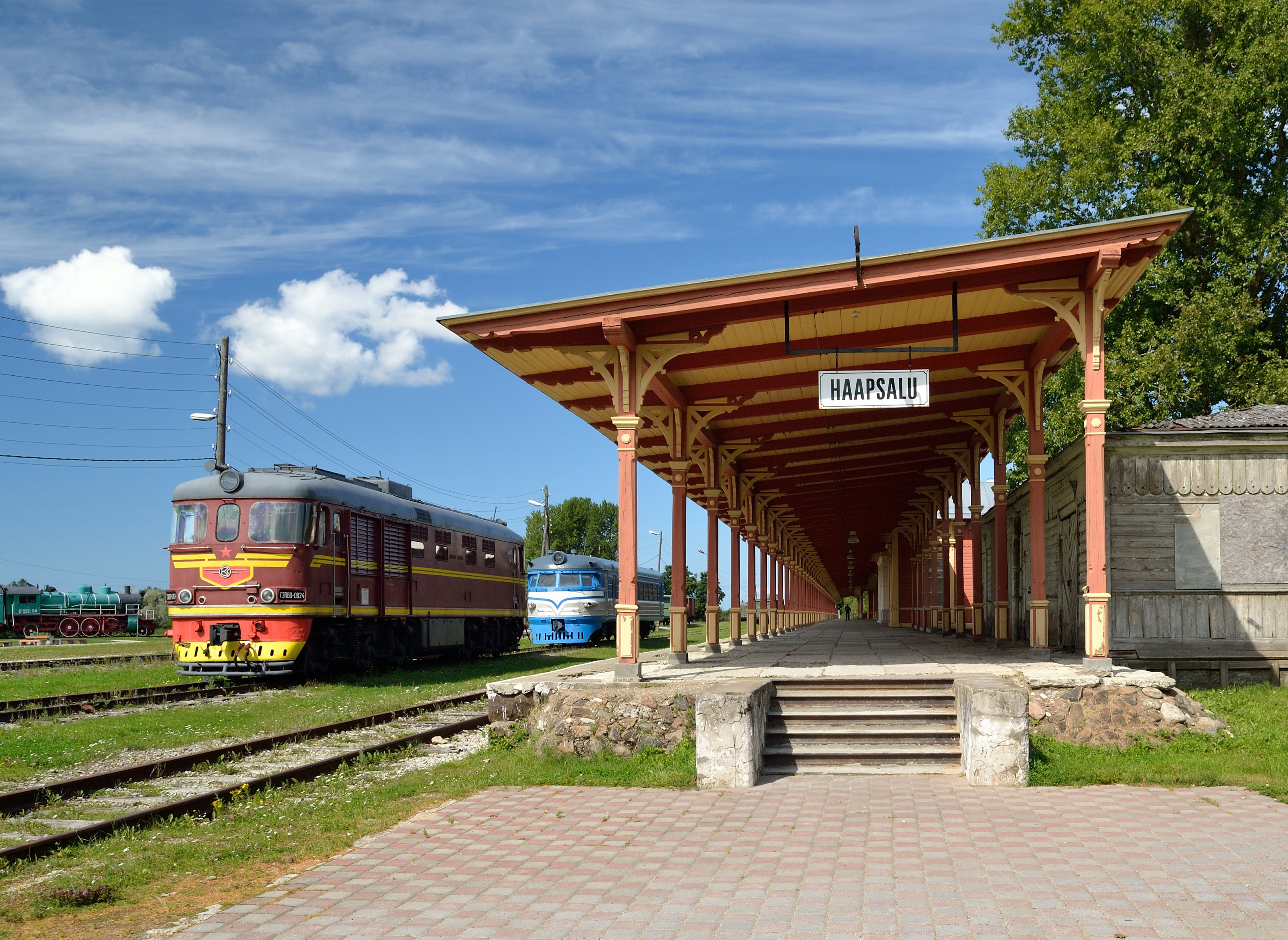
Haapsalu, stacja kolejowa
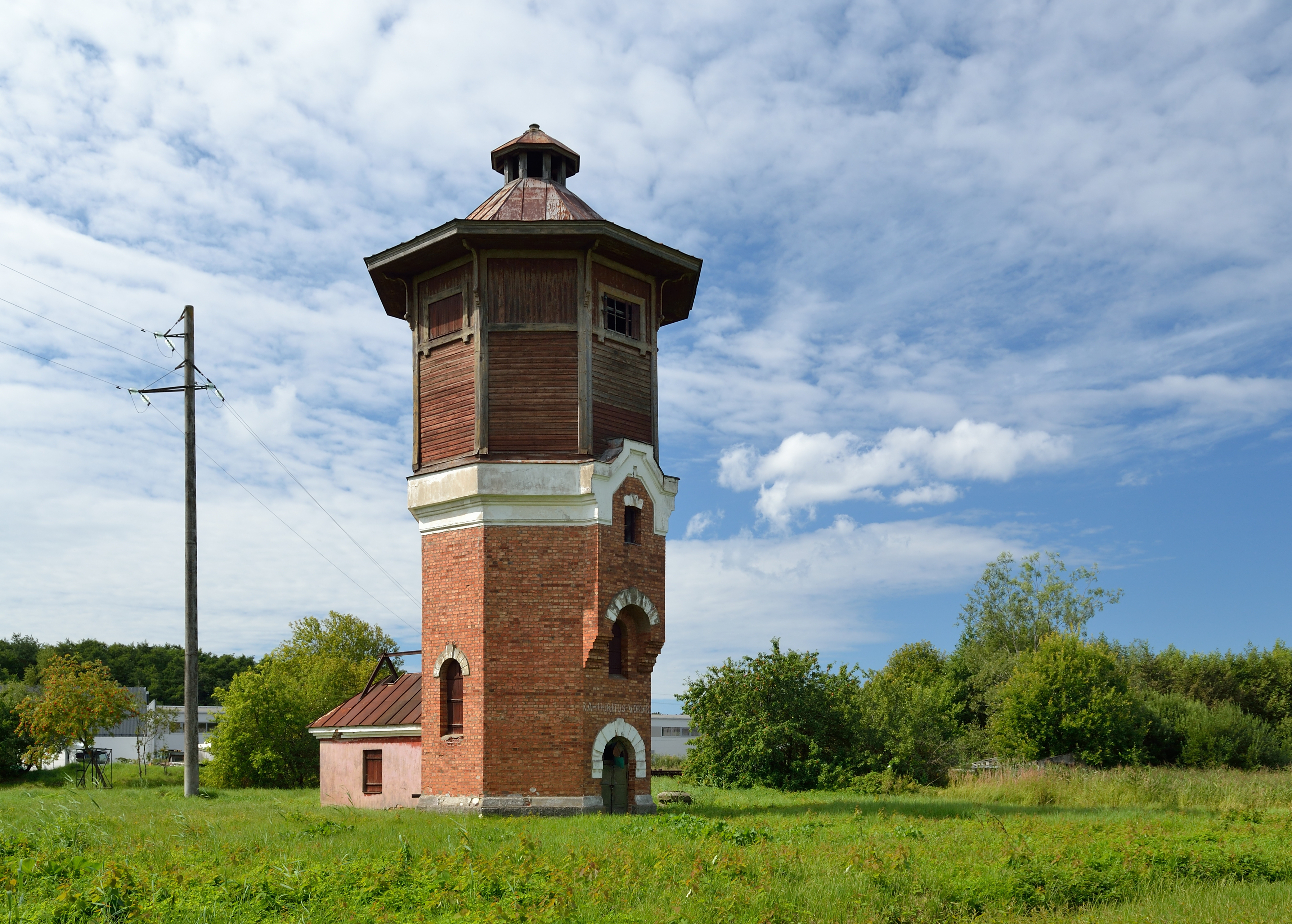
Haapsalu, wieża ciśnień
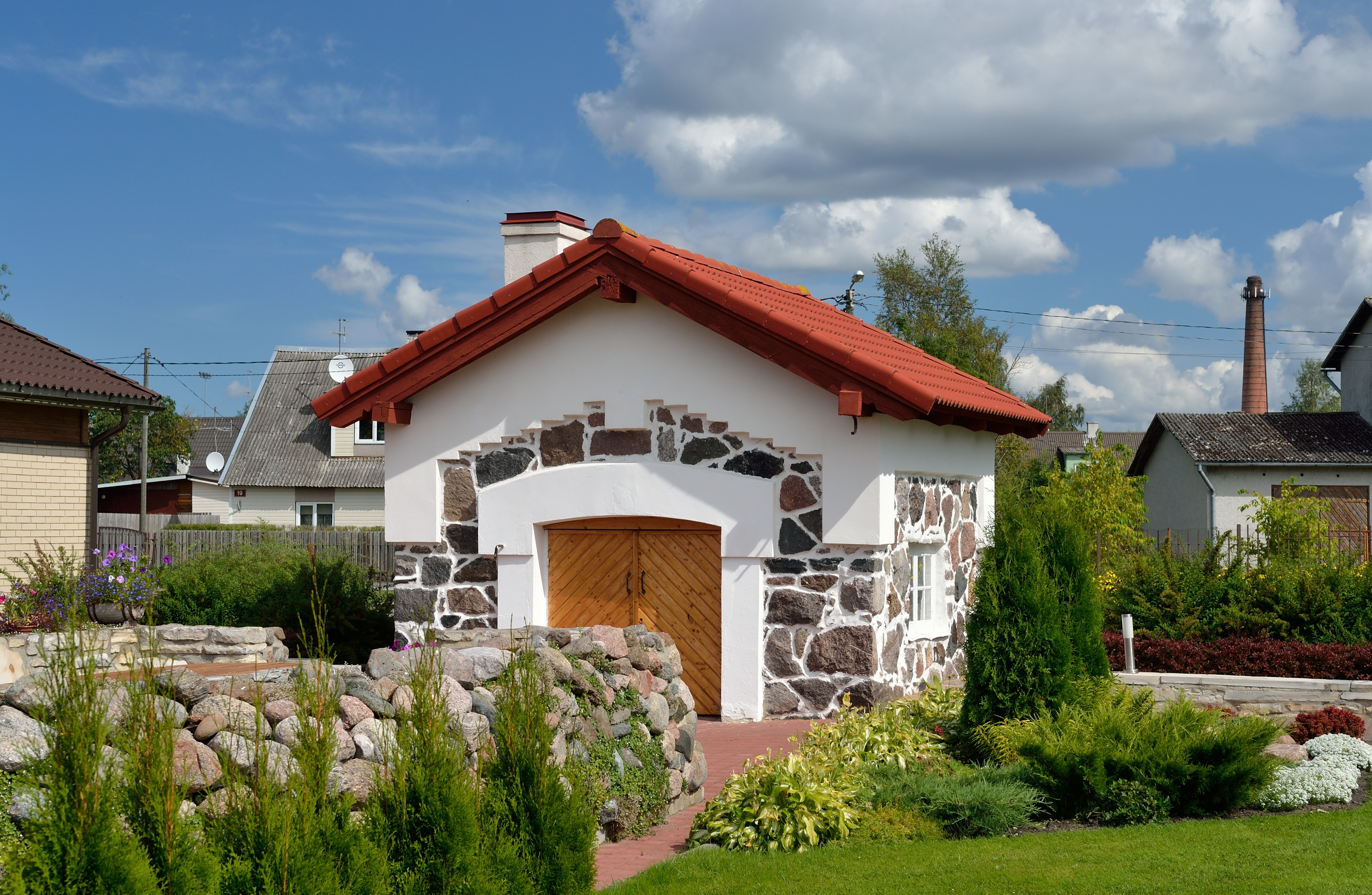
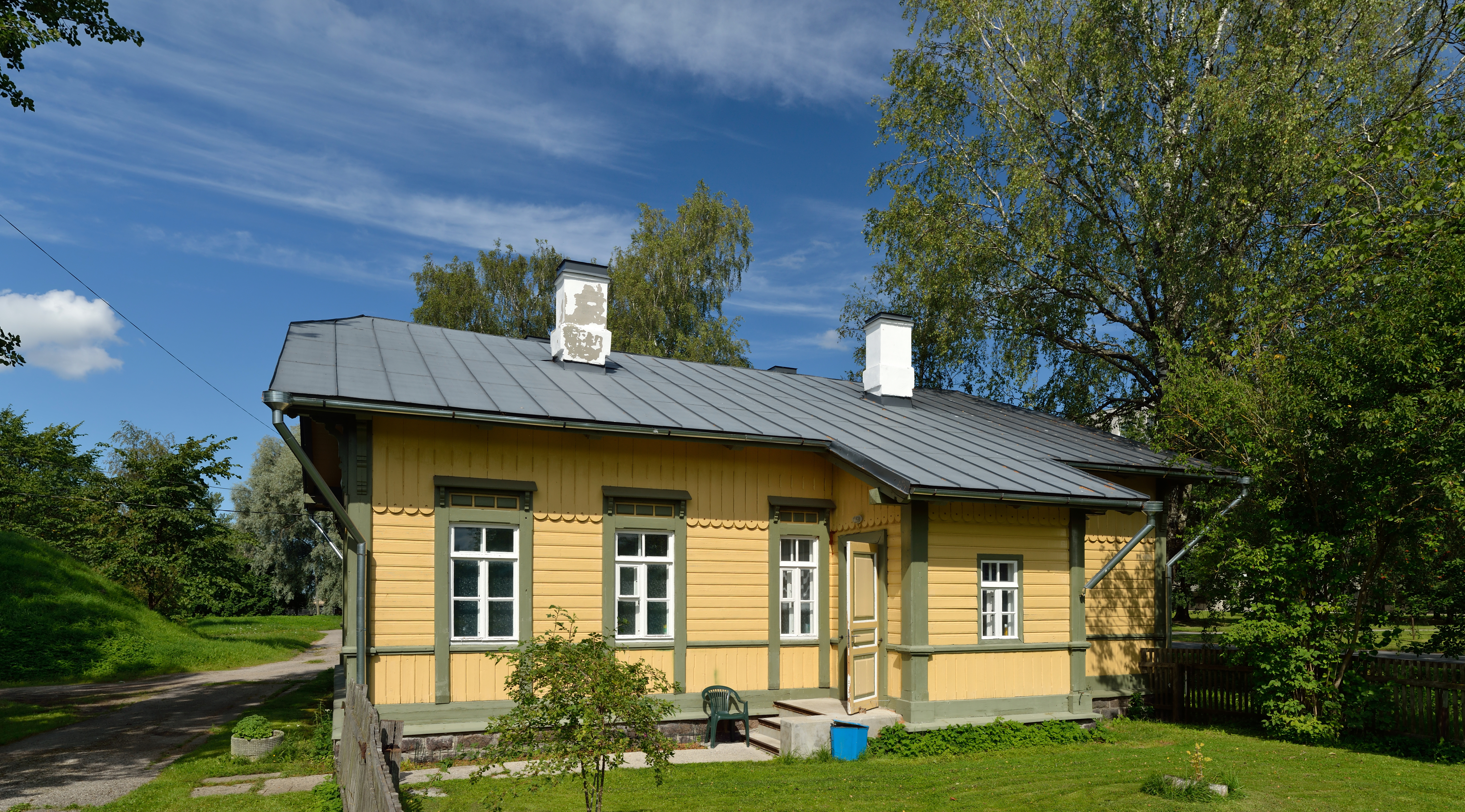
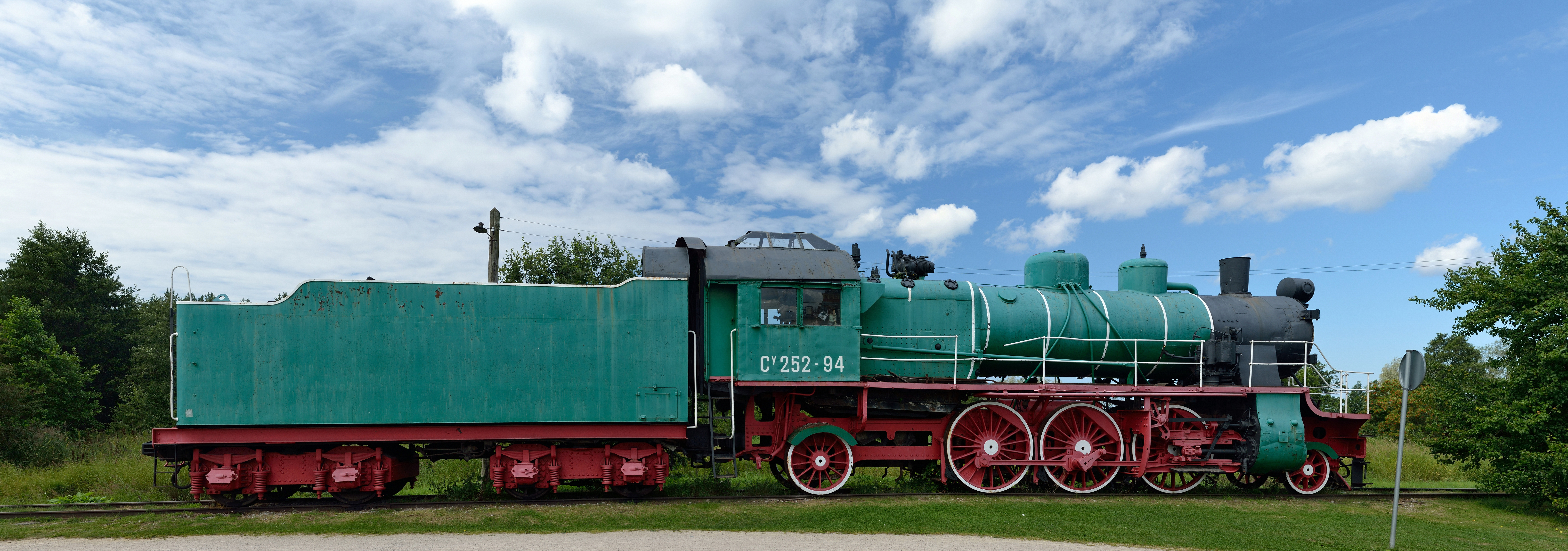

## Miasta partnerskie
- Borowicze
- Betlejem
- Eskilstuna
- Fundão
- Greve in Chianti
- Haninge
- Hanko
- Loviisa
- Rendsburg
- Uman